# William B. Allison

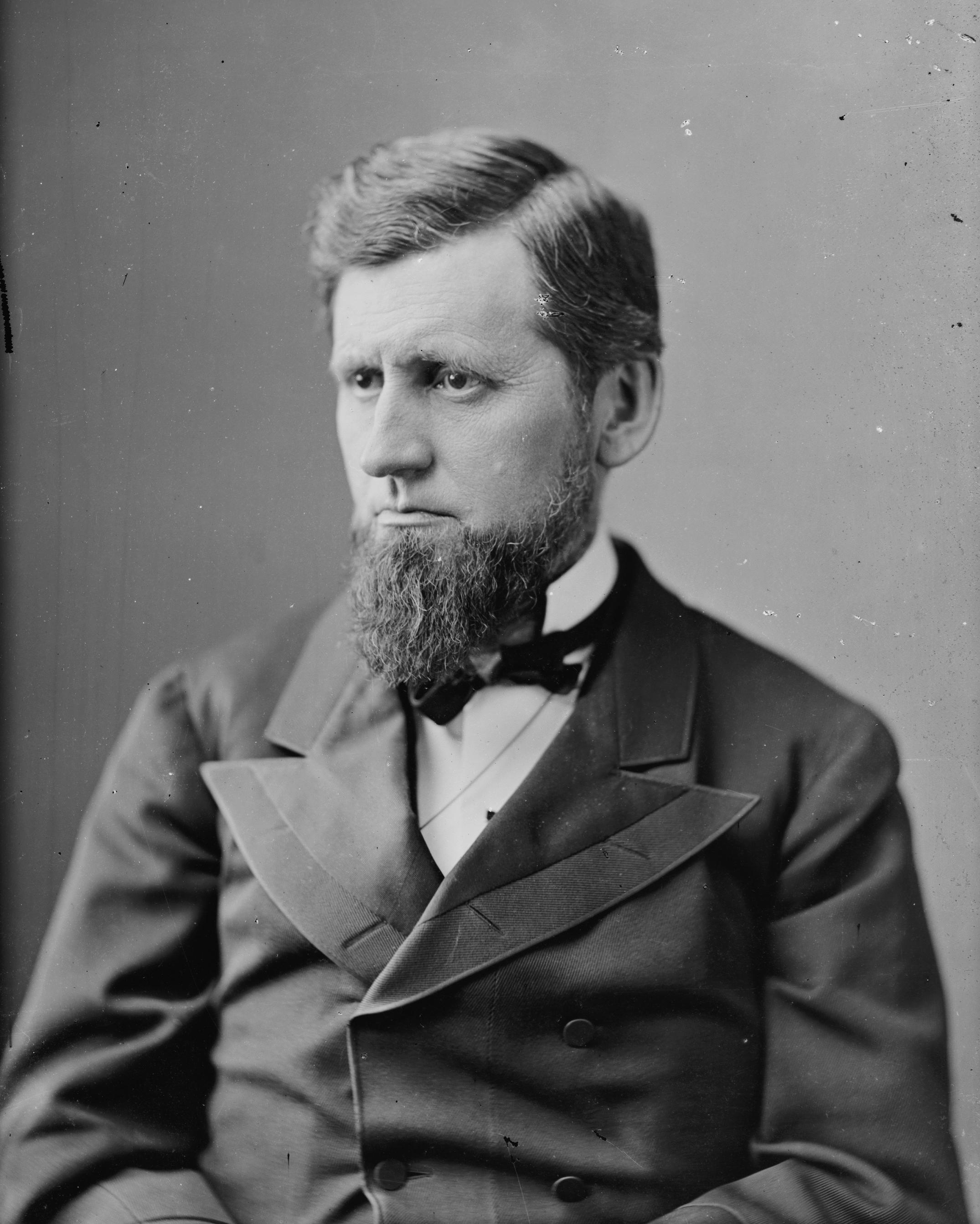
William B. Allison

William Boyd Allison (* 2. März 1829 in Perry, Ohio; † 4. August 1908 in Dubuque, Iowa) war ein US-amerikanischer Politiker (Republikanische Partei). Er vertrat den Bundesstaat Iowa im US-Senat.

## Berufliche Laufbahn
Allison besuchte die öffentlichen Schulen, die Akademie in Wooster und das Allegheny-College in Meadville. Danach studierte er Rechtswissenschaften am Western Reserve College in Hudson und promovierte im Jahre 1849. Seine Zulassung zum Rechtsanwalt erhielt er 1852 und begann in Ashland zu arbeiten. 1856 bewarb er sich erfolglos für den Posten als Bezirksstaatsanwalt. Er zog nach Dubuque und arbeitete dort weiter als Anwalt.
Während des Amerikanischen Bürgerkriegs diente er als Oberstleutnant der Union Army.

## Politische Karriere
Als Mitglied der Republikaner wurde er zum 4. März 1863 in das Repräsentantenhaus des 38. Kongresses gewählt, wo er für drei weitere Kongresse bis zum 3. März 1871 bleiben konnte. Von 1869 bis 1871 war er Ausschuss-Vorsitzender des Expenditures in the Department of the Treasury. Im Jahre 1870 stellte er sich nicht mehr für eine Wiederwahl zur Verfügung, da er in den Senat gewählt werden wollte, was ihm jedoch misslang. Zwei Jahre später schaffte er den Sprung in den Senat und wurde fünfmal wiedergewählt. Er vertrat den Bundesstaat Iowa somit vom 4. März 1873 bis zu seinem Tod am 4. August 1908. Während seiner Amtszeit war er in vier Ausschüssen aktiv.
Allison wurde auf dem Linwood Cemetery beigesetzt.